# Mejšle

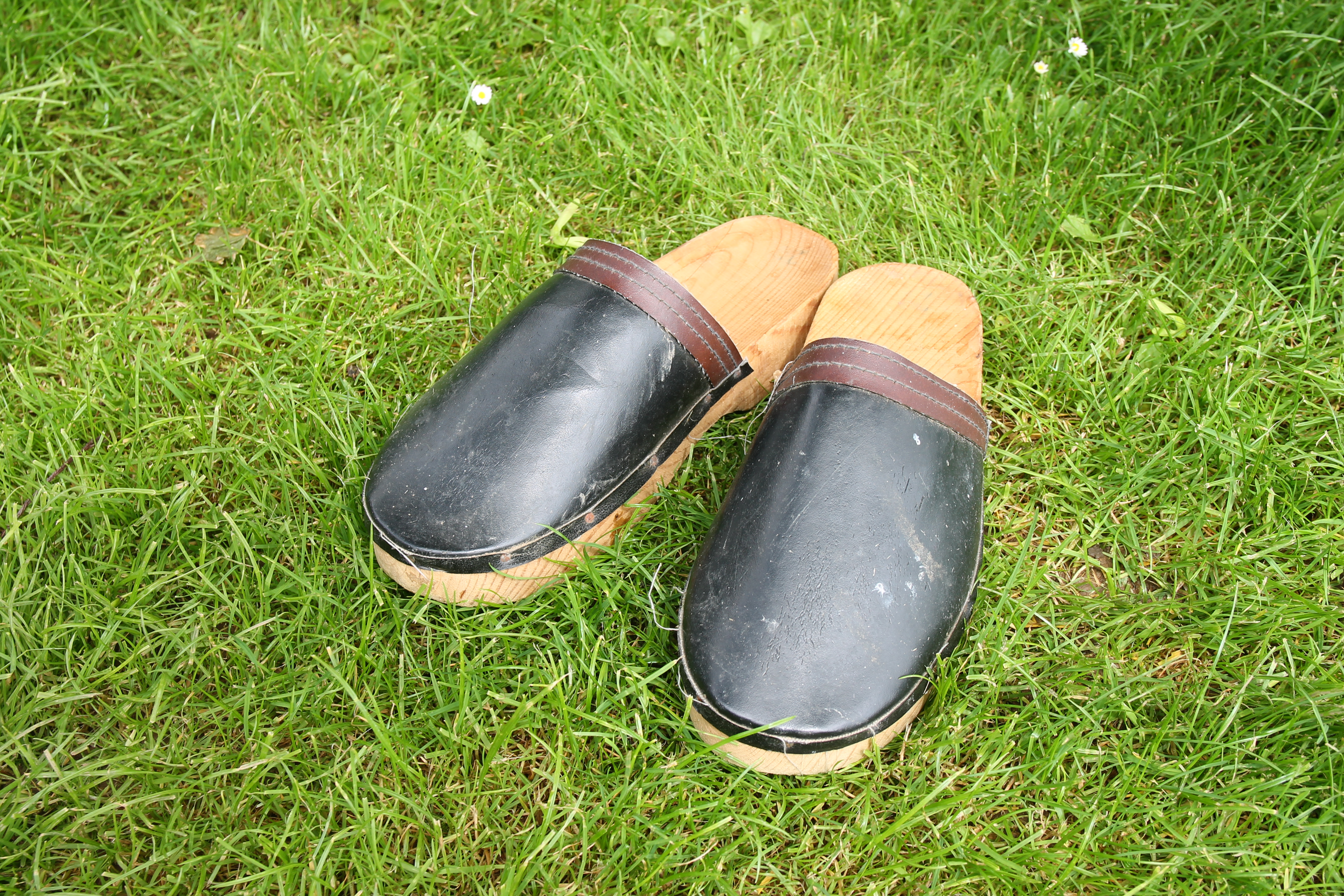
Pár mejšlí

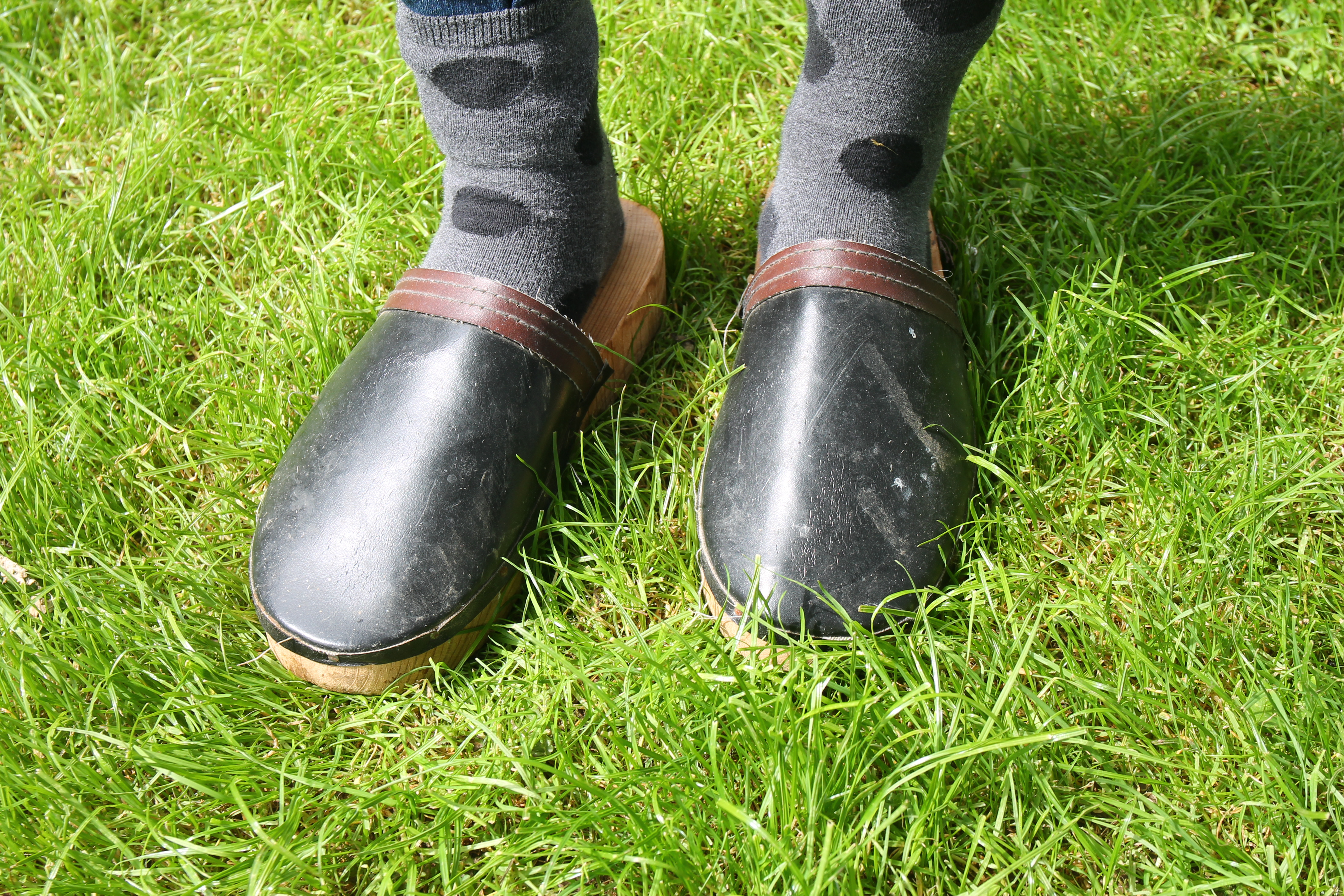
Mejšle na nohou

Mejšle (sg. i pl.; též nejšle, mejšláky či mejšlata) je výraz zkomolený z německého výrazu Nöischla a znamená tradiční pracovní či venkovskou obuv, doloženou  z  jižních Čech a Pošumaví, ale také ze severních Čech a z bavorského pohraničí. 

## Popis
Jde o polodřeváky – na rozdíl od klasických dřeváků mají dřevěnou pouze podrážku a nárt obepíná svršek z tuhé kůže. Kožená část je k dřevěné podrážce přibitá po jejím obvodu čalounickými hřebíčky tak, aby obuv shora nepropouštěla vodu. Svršek může být zpevněn drátem a podpatek podkůvkou.
Obdobná obuv se nosila i v horských oblastech Bavorska, Saska a Rakouska. V pohraničí, kde žili Češi, převažovaly klasické dřeváky; tam, kde žili Němci se nosily převážně mejšle. I proto je Němci nazývali Böhmerschuhe.
Mejšle byly vyráběny z tvrdého bukového dřeva, pohodlnější a teplejší byly vyráběny ze dřeva smrkového, ty však neměly tak dlouhou životnost; někdy mohly být mejšle i zdobené. Na Horažďovicku se vyráběly mejšle olšové – ty byly lehké a dalo se v nich i tancovat. Existují i mejšle z osikového dřeva.
Jinak mejšle sloužily spíše jako pracovní či domácí obuv, zkrátka jako boty, které lze rychle nazout a chodit s nimi po dvoře či do maštale. Většinou se nosily okolo chalupy jako letní obuv, ale někdy se nosily i na delší cesty sněhovými závějemi (většinou proto, že jiná obuv nebyla dostupná). V současnosti se stále používají jako nazouvací obuv, případně slouží dekorativním účelům. Mejšle se zouvaly v předsíni stavení, v domu.

## Etymologie
Slovo „mejšle“ má původ v německém nářečním výrazu Nöischla, které souvisí s argotickým označením Noschen či Nuschen pro botu obecně. Mezi další varianty označení patřily majšle na Doudlebsku, čurýky na Strakonicku (čurýk též označovat vepře, označení pro obuv je druhotné), podělávky, čerty či bácy.